# سیارک ۱۷۹۶۵
سیارک ۱۷۹۶۵ (به انگلیسی: 17965 Brodersen، نامگذاری:1999JO43) هفده هزار و نهصد و شصت و پنجمین سیارک کشف شده‌است که در ۱۰ مه ۱۹۹۹ کشف شد.
قدر مطلق سیارک برابر ۱۲.۹ است.